# Microbates
Microbates is een geslacht van kleine zangvogels uit de familie muggenvangers (Polioptilidae). Het geslacht telt 2 soorten.

## Soorten
- Microbates cinereiventris – Grijsbuikmuggensluiper
- Microbates collaris – Zwartborstmuggensluiper